# Substance grise
La substance grise est la partie des tissus du système nerveux central composée essentiellement des corps cellulaires et de l'arbre dendritique des neurones ainsi que de certaines cellules gliales. Au microscope, la substance grise apparaît plus sombre que le reste du tissu nerveux, dit substance blanche, qui est essentiellement constitué des faisceaux de fibres axonales gainées de myéline, à la couleur blanchâtre.
Dans l'encéphale, la substance grise est située en périphérie, c'est-à-dire autour de la substance blanche. De ce fait, on dit que la substance grise définit un cortex (« écorce » en latin). Ce cortex est formé d'un empilement de couches de cellules nerveuses (entre 3 et 6 pour le cortex cérébral et 3 pour le cortex cérébelleux) lesquelles se différencient par le type cytoarchitectonique, la densité cellulaire et la connectivité. Autour des ventricules cérébraux, la substance grise est agglutinée en amas cellulaires qui n'ont généralement pas l'organisation laminaire des cortex : ce sont les noyaux gris centraux (thalamus, ganglions de la base, etc.). 
Au niveau du tronc cérébral, on retrouve aussi des noyaux de substance grise, notamment le tectum, le tegmentum, la substance grise périaqueducale ainsi qu'un certain nombre de noyaux des nerfs crâniens.
Au sein de la moelle spinale, la substance grise entoure le canal épendymaire et est donc circonscrite par la substance blanche en périphérie.
Par synecdoque, la matière grise peut désigner le cerveau ou l'intelligence.